# Pflanzenphysiologie
Die Pflanzenphysiologie ist die Wissenschaft von den Lebensvorgängen (Physiologie) der Pflanzen. Ein zentraler Vorgang ist die Photosynthese, an die sich die Bildung anderer Substanzen (von der Glucose über Polysaccharide bis zu Lipiden, Proteinen und Nukleinsäuren) anschließt. Außerdem werden Wachstumsprozesse, die Differenzierung von Organen, Reaktionen auf Umweltreize, Stofftransporte und die Kommunikation zwischen Zellen, Geweben und Organen untersucht.

## Teilbereiche
Das Strasburger Lehrbuch der Pflanzenwissenschaften unterscheidet fünf einander vielfach überschneidende Teilbereiche der Physiologie:
- Stoffwechselphysiologie: die chemischen und physikalischen Vorgänge des Stoff- und Energiewechsels,
- Entwicklungsphysiologie: Wachstum, Differenzierung und Fortpflanzung,
- Bewegungs- oder Reizphysiologie: Reaktionen auf Reize aus der Umgebung,
- Allelophysiologie: Interaktion mit anderen Organismen,
- Ökophysiologie: Einbettung in den Lebensraum.

## Geschichte

### Antike bis 18. Jahrhundert
Die frühesten Beobachtungen zur Physiologie der Pflanzen sind uns aus der Antike überliefert. Die botanischen Schriften des Aristoteles, dessen zoologische Arbeiten 1800 Jahre lang maßgeblich waren, sind verloren gegangen. Erhalten blieben jedoch die seines Schülers Theophrast (371–285 v. Chr.) über die Ursachen des Pflanzenwuchses, in denen die Wirkungen des Klimas und der Bodenbeschaffenheit auf das Wachstum beschrieben sind und auch die Blattbewegungen bei der Mimose und bei der Tamarinde dargestellt werden.

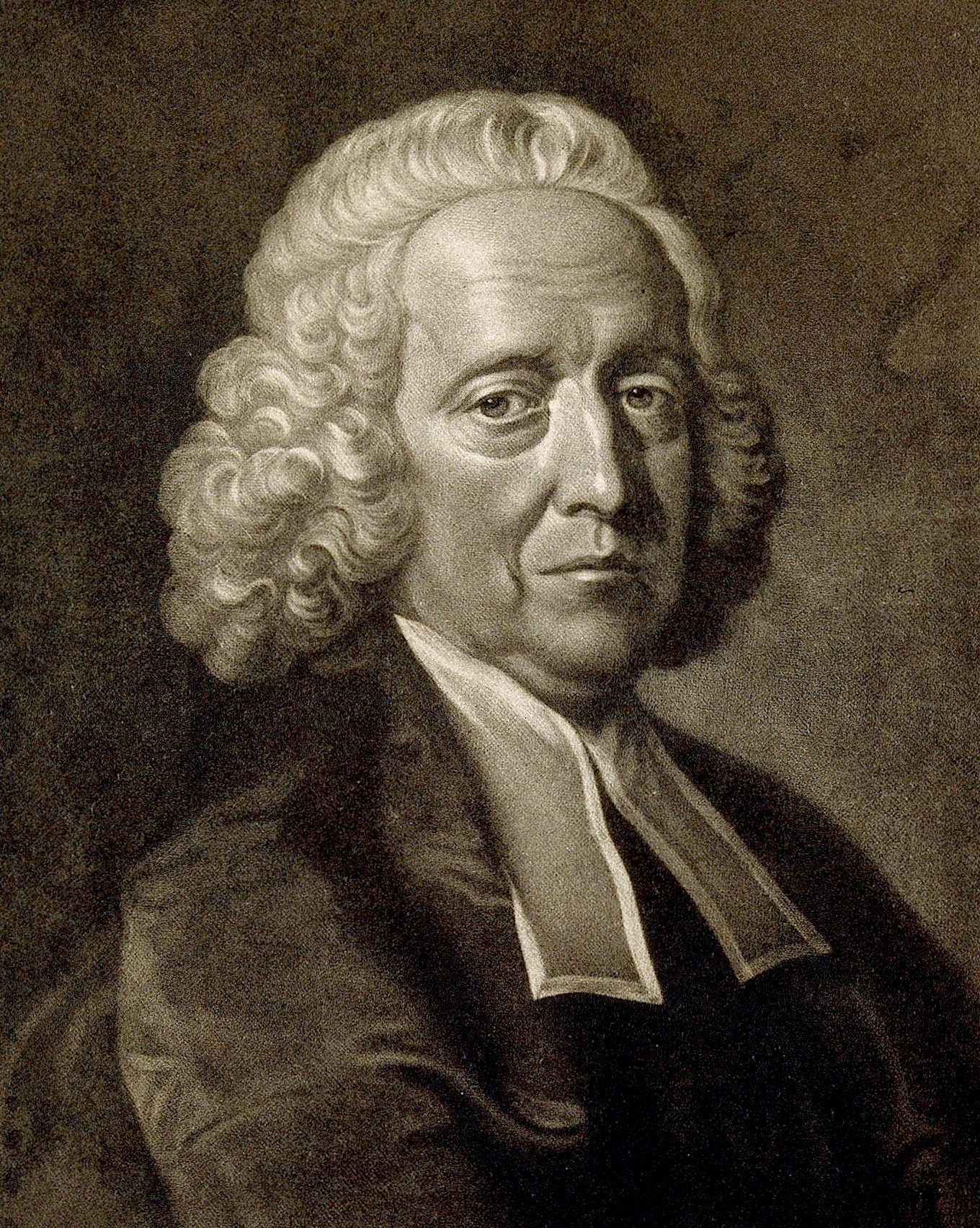
Stephen Hales

Aristoteles nahm an, dass die Pflanze ihre Nahrung aus der Erde entnimmt und dass diese vollkommen ist, da im Unterschied zu Tieren und zum Menschen keine Exkremente ausgeschieden werden. Diese und andere Auffassungen von Aristoteles und Theophrast wurden über eine sehr lange Zeit nur weitergegeben. Erst 1671 unterzog Marcello Malpighi die auf Aristoteles zurückgehende Lehre einer Prüfung, wobei er aufgrund von Experimenten zu dem Ergebnis kam, dass der Nahrungssaft in den Blättern durch die Kraft des Sonnenlichts verarbeitet („ausgekocht“) wird und erst dadurch das Wachstum bewirken kann. Einen weiteren wichtigen Gedanken steuerte der Physiker Edme Mariotte (1679) bei, indem er den Saftdruck, der etwa beim Ausfließen von Milchsaft zu beobachten ist, als physikalische Ursache des Wachstums ansah. Als eigentlicher Begründer der experimentellen Pflanzenphysiologie kann Stephen Hales, ein Schüler Isaac Newtons, mit seinen Vegetable Staticks (1727, deutsch: Statick der Gewächse, 1748) gelten. Er stellte als Erster systematische Versuchsreihen zum Wasserhaushalt der Pflanzen und zur Verdunstung (Transpiration) an und konstatierte, dass nicht der von der Wurzel ausgehende Saftdruck, sondern die Transpiration der Blätter hauptsächlich den Saftstrom bewirkt.

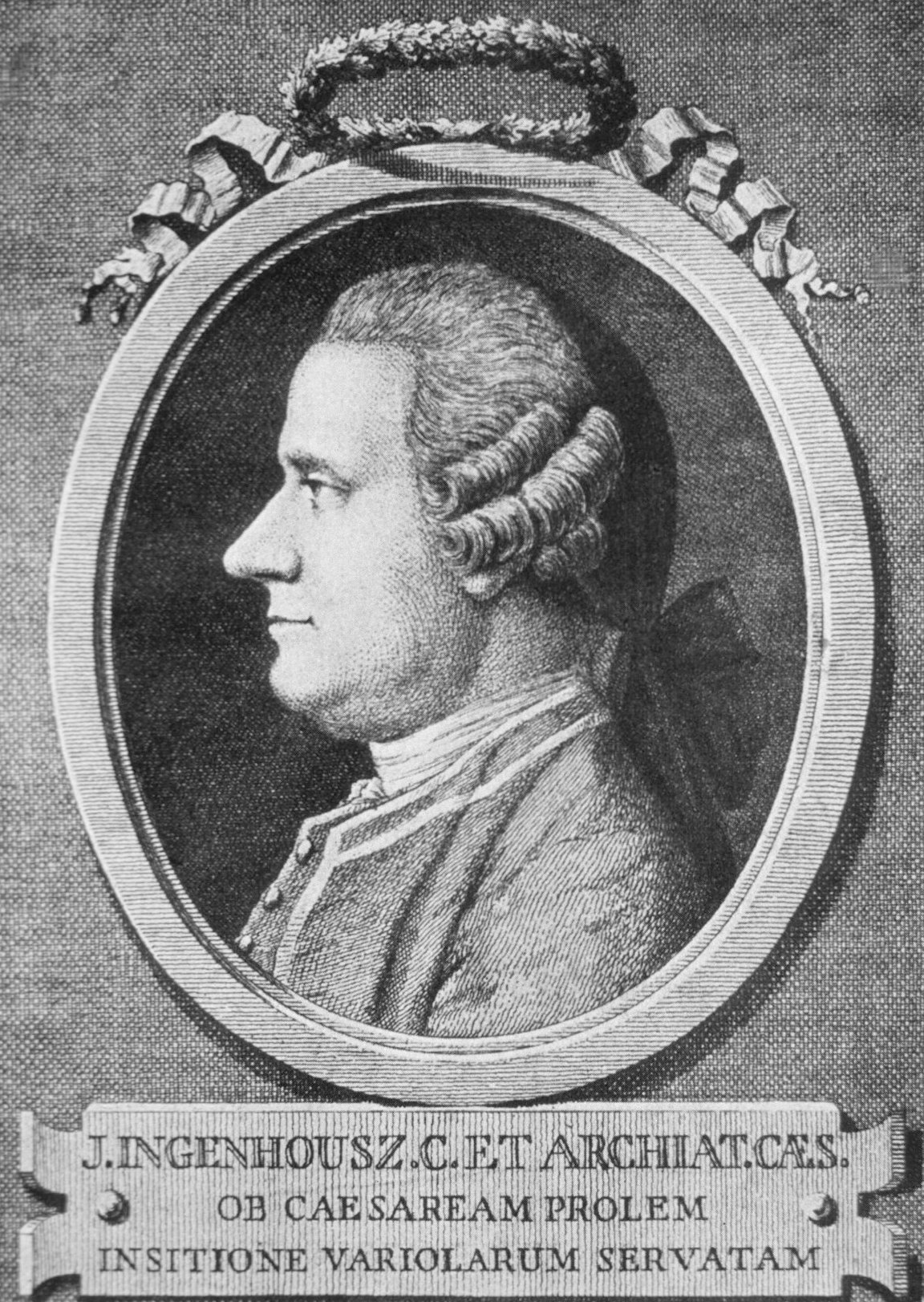
Jan Ingenhousz

Weitere Fortschritte auf diesem Gebiet wurden erst möglich, nachdem in den 1770er Jahren Joseph Priestley und Antoine Laurent de Lavoisier entdeckt hatten, dass die Luft Sauerstoff („Lebensluft“) und „Kohlensäure“ (Kohlendioxid) enthält und dass letztere aus Kohlenstoff und Sauerstoff besteht. Priestley hatte beobachtet, dass eine brennende Kerze in einem geschlossenen Gefäß die Luft zum Atmen untauglich macht und dass eine eingebrachte Pflanze sie wieder zum Atmen und zum Verbrennen geeignet macht. Dem stand aber das ebenfalls auf Experimente gestützte Postulat Carl Wilhelm Scheeles gegenüber, dass Pflanzen die Luft verschlechtern. Diesen Widerspruch konnte der Arzt Jan Ingenhousz 1779 auflösen: Nicht das Wachstum der Pflanze, sondern ihre grünen Blätter bilden Sauerstoff, und nicht im Dunkeln, sondern nur im Licht. Damit hatte Ingenhousz den Zusammenhang von Photosynthese und Atmung auf der Ebene des Gasautauschs aufgeklärt. In einer weiteren Publikation 1796 stellte er fest, dass die Pflanze der aufgenommenen Kohlensäure den Kohlenstoff als Nahrung entnimmt und den Sauerstoff „aushaucht“.

### 19. und 20. Jahrhundert
An Ingenhousz schloss Anfang des 19. Jahrhunderts Nicolas-Théodore de Saussure mit Untersuchungen an, bei denen es vor allem um quantitative, also messbare Verhältnisse ging. So stellte er fest, dass die Zunahme der Trockensubstanz der Pflanze höher ist als die Aufnahme von Kohlenstoff aus der Luft, und schloss daraus, dass auch Bestandteile des Wassers gebunden werden. (Nach heutiger Kenntnis das Wasser selbst, das mit Kohlenstoff Kohlenhydrate bildet.) Dagegen stammt nur ein geringer Teil der Trockensubstanz aus dem Erdboden. Dieser ist dennoch notwendig, denn in destilliertem Wasser können Pflanzen nicht normal wachsen. Und weiter wies de Saussure nach, dass Pflanzen den Stickstoff in der Luft nicht nutzen können, sondern ihn aus dem Erdboden aufnehmen müssen.
Viele neue Erkenntnisse steuerte im frühen 19. Jahrhundert Henri Dutrochet bei. Dazu gehören seine Untersuchungen zur Bedeutung der Osmose und zur Funktion der Spaltöffnungen an der Unterseite der Blätter. Er zeigte, dass der Interzellularraum mancher pflanzlicher Gewebe für Luft durchlässig ist und dass bei Teichrosen ein Gasaustausch von den Spaltöffnungen bis in die Wurzel erfolgt (wobei hier die Spaltöffnungen ausnahmsweise an der Oberseite der Schwimmblätter sitzen). Auch unterschied er zwischen der durch Osmose bedingten Saftströmung, die Mariotte untersucht hatte, und dem von Hales untersuchten Aufstieg des Saftes. Ebenso machte er klar, dass die Plasmaströmung innerhalb der Zellen mit dem Saftaufstieg nichts zu tun hat.
Diesen experimentellen Untersuchungen standen bis in die Mitte des 19. Jahrhunderts vorwiegend spekulative Anschauungen gegenüber, wonach die Lebensprozesse auf einer „Lebenskraft“ beruhen (Vitalismus) und Lebendes nur aus Lebendem hervorgehen kann. Dazu gehörte die auf Aristoteles zurückgehende Humustheorie, die besonders von Albrecht Thaer vertreten wurde und postulierte, dass die Pflanze sich vom Humus ernährt. Derartige Vorstellungen blieben trotz der Untersuchungen von de Saussure und Anderen noch jahrzehntelang vorherrschend. Die Wende brachte eine Arbeit von Justus von Liebig (1840), in der er eine Mineraltheorie formulierte und diese durch die Verwendung mineralischen Düngers in landwirtschaftlichen Versuchen untermauerte. Liebig nahm allerdings fälschlich an, dass die Pflanze den Stickstoff aus der Atmosphäre entnehme, was Jean-Baptiste Boussingault (1843/44) widerlegte. Nachdem ihm aufgefallen war, dass Pflanzen besonders gut auf Parzellen wachsen, die im Jahr zuvor mit Hülsenfrüchtlern (Leguminosen) bestellt waren, wies Boussingault nach, dass diese (anders als Getreide) Luftstickstoff assimilieren können. Erst 1888 wurde klar, dass dies eine Leistung von Bakterien in den Wurzelknöllchen der Leguminosen ist.

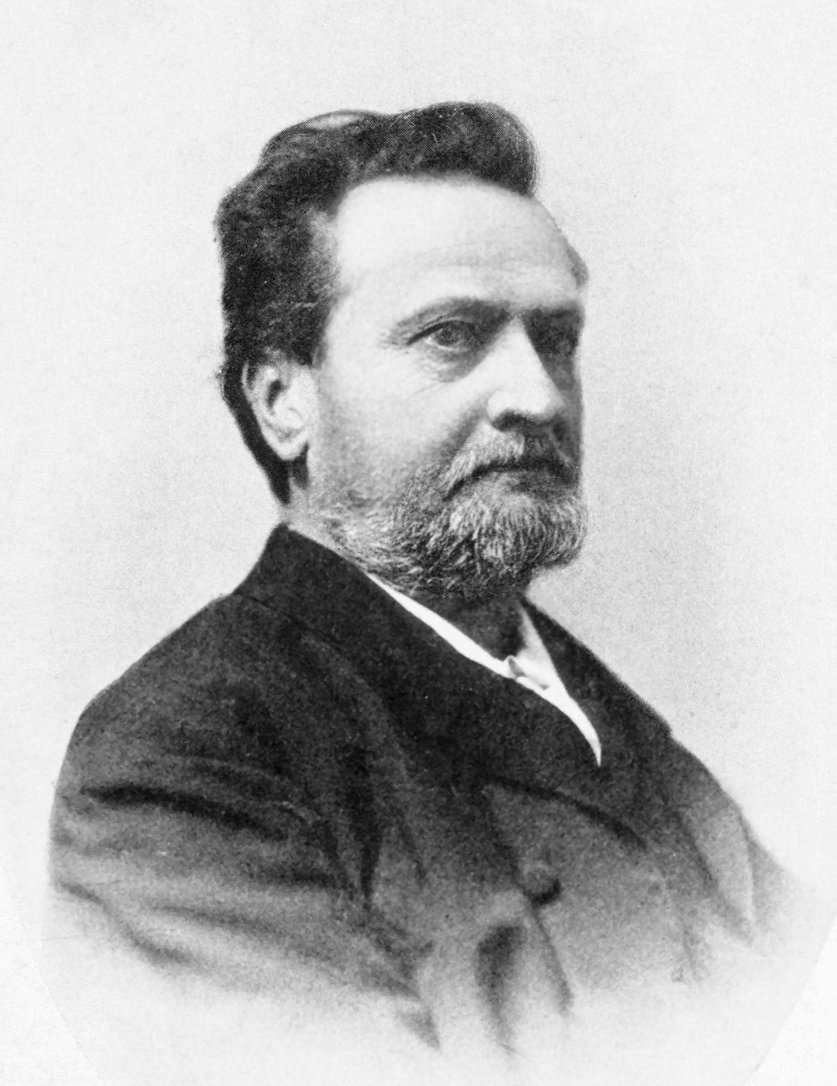
Julius Sachs

Der bedeutendste Pflanzenphysiologe in der zweiten Hälfte des 19. Jahrhunderts war Julius Sachs. Er führte die Hydrokultur ein, um die Funktion der Wurzel zu untersuchen und zu ermitteln, welche chemischen Elemente für das Pflanzenwachstum im Wurzelraum notwendig sind. Dabei entdeckte er, dass das Wasser und die Nährstoffe durch die feinen Wurzelhaare aufgenommen werden. Weiter identifizierte er die Stärke als Produkt der Photosynthese und fand heraus, dass sie am Tag (im Licht) in den Chloroplasten angereichert und in der Nacht (im Dunkeln) wieder abgebaut wird. Bei der Keimung stärkehaltiger Samen untersuchte er den Abbau der Stärke, und er wies nach, dass Schließzellen und Wurzelspitzen auch dann Stärke enthalten, wenn sie in anderen Teilen der Pflanze verschwunden ist. Große Bedeutung erlangten seine Lehrbücher der Botanik und der Pflanzenphysiologie, auch als englische Übersetzungen.

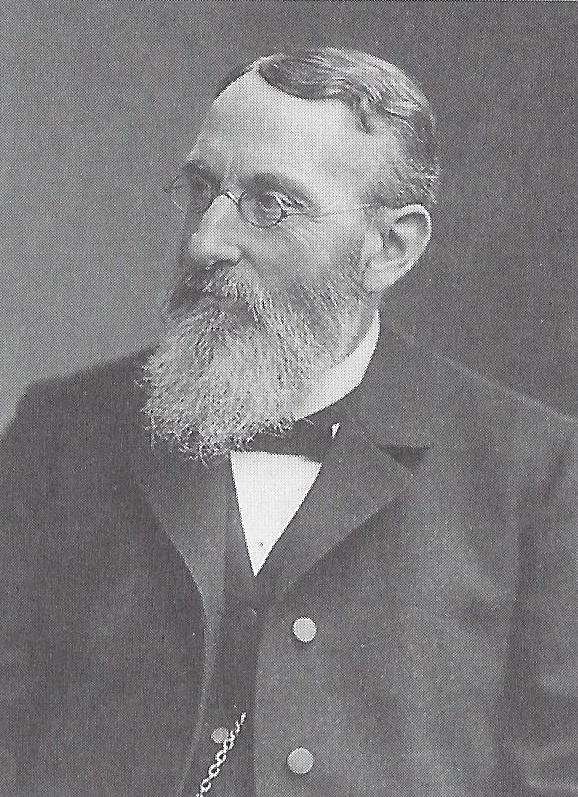
Wilhelm Pfeffer

Im späten 19. Jahrhundert verlagerte sich das Interesse der Pflanzenphysiologen zunehmend auf die Ebene der Zelle, vor allem dank der Arbeiten Wilhelm Pfeffers, der den Protoplasten, das Innere der Pflanzenzelle (ohne die Zellwand), als den pflanzlichen „Elementarorganismus“ bezeichnete und von diesem und seinen Teilen her die Physiologie erforschen wollte. Parallel dazu ging die bislang nur beschreibende und vergleichende Morphologie teils in eine „kausale Morphologie“ über, die auf experimentellem Weg nach den Ursachen pflanzlicher Formbildung suchte. Hier wurde Karl von Goebel der bedeutendste Vertreter. Ebenso traten in der Anatomie, der Untersuchung der Gewebe, kausale Fragestellungen in den Vordergrund, vor allem durch Gottlieb Haberlandt.
In der durch Pfeffer angestoßenen Richtung erlebte die pflanzenphysiologische Forschung im 20. Jahrhundert einen enormen Aufschwung; die Zahl der jährlich erscheinenden Publikationen vervielfachte sich. Im Kontext der neuen Konzepte der Quantenphysik kam in den 1930er Jahren eine Diskussion über mögliche Grenzen der kausalen Erklärbarkeit der Lebensprozesse auf, die namentlich durch die theoretischen Physiker Pascual Jordan und Niels Bohr angeregt wurde. Jordan formulierte eine Verstärkertheorie der Organismen, wonach das unvorhersehbare Verhalten von Elektronen, wie es bei quantenphysikalischen Experimenten auftritt, in den Zellen wie in einem Verstärker eine Unbestimmtheit makrophysikalischer Ereignisse und somit der Lebensprozesse bedinge. Bohr übertrug mit ähnlichen Konsequenzen das von ihm aufgestellte Komplementaritätsprinzip auf die Biologie. Dem traten besonders Erwin Bünning und Erwin Schrödinger entgegen. Durch die Fortschritte der Biochemie und die Begründung der Molekularbiologie in den 1950er Jahren verloren diese Spekulationen ihre Plausibilität. Ausschlaggebend waren dabei nicht theoretische Erwägungen oder neue Konzepte, sondern zahlreiche neue experimentelle Techniken.